# 나쁜 남자 (영화)
《나쁜 남자》는 2002년에 개봉한 대한민국의 영화이다.

## 캐스팅
- 조재현 : 한기 역
- 서원 : 선화 역
- 김윤태 : 정태 역
- 최덕문 : 명수 역
- 남궁민 : 현수 역

## 수상
- 2002년 제16회 후쿠오카 아시아 영화제
  - 그랑프리 - 김기덕
- 2002년 제35회 시체스영화제
  - 오리엔탈 익스프레스-최우수작품상 - 김기덕
- 2002년 제10회 춘사영화상
  - 신인여우상 - 서원
- 2002년 제25회 황금촬영상
  - 신인여우상 - 서원
- 2002년 제39회 대종상
  - 신인여자배우상 - 서원
- 2002년 제38회 백상예술대상
  - 영화부문 남자최우수연기상 - 조재현